# Kanagana Maradi, Pandavapura
Kanagana Maradi là một làng thuộc tehsil Pandavapura, huyện Mandya, bang Karnataka, Ấn Độ.